# Джезу-Нуово
Церковь Джезу-Нуово (итал. La Chiesa del Gesù Nuovo — Новая церковь во имя Иисуса), или Главная церковь Святой Троицы (итал. La Chiesa della Trinità Maggiore) — базилика в Неаполе, расположенная на Площади дель Джезу-Нуово между обелиском Непорочного зачатия и базиликой Санта-Кьяра. Одна из самых важных церквей в городе, в ней имеется большое количество произведений живописи и скульптуры в стиле неаполитанского барокко. В церкви покоится тело святого Джузеппе Москати, канонизированного папой Иоанном Павлом II в 1987 году.

## История
Вначале на этом месте стоял дворец Сансеверино (Palazzo Sanseverino), спроектированный и завершенный в 1470 году Новелло да Сан-Лукано по указанию Роберто Сансеверино I, принца Салерно. Об этом свидетельствует мемориальная доска, установленная на фасаде самим Новелло с латинской надписью: «Novellus de Sancto Lucano Architector Egregius Obsequio Magisquam Salario Principi Salernitano Suo Et Domino Et Benefactori Precipuo Has Aedes Edidit Anno MCCCCLXX» (Новелло из Сан-Лукано, выдающийся архитектор, подчиняясь принцу Салернитано больше, чем зарплате, взялся за проект дворца своего господина и благодетеля. Построил эти дома в году 1470).

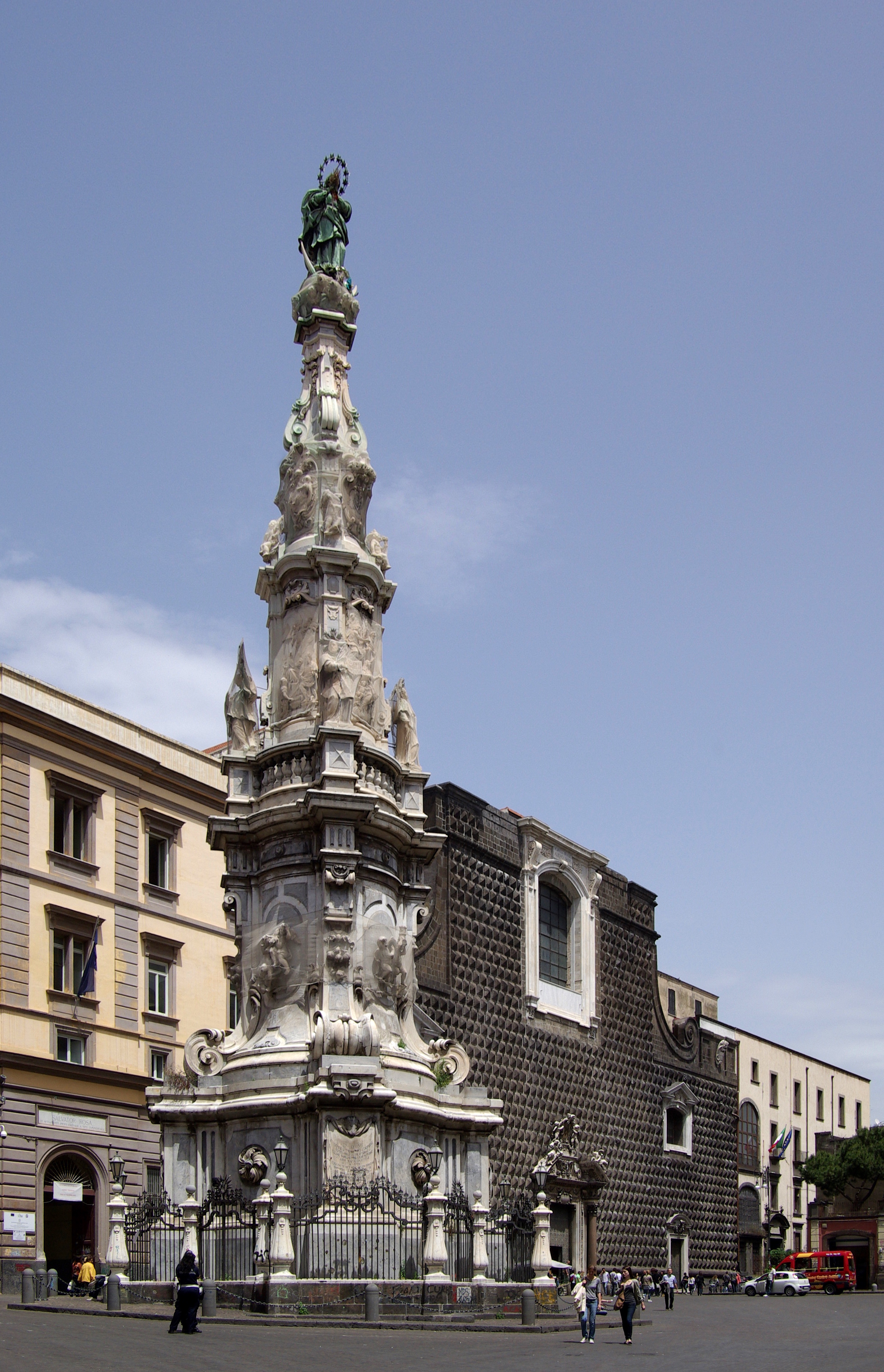
Обелиск Непорочного зачатия на Пьяцца дель Джезу
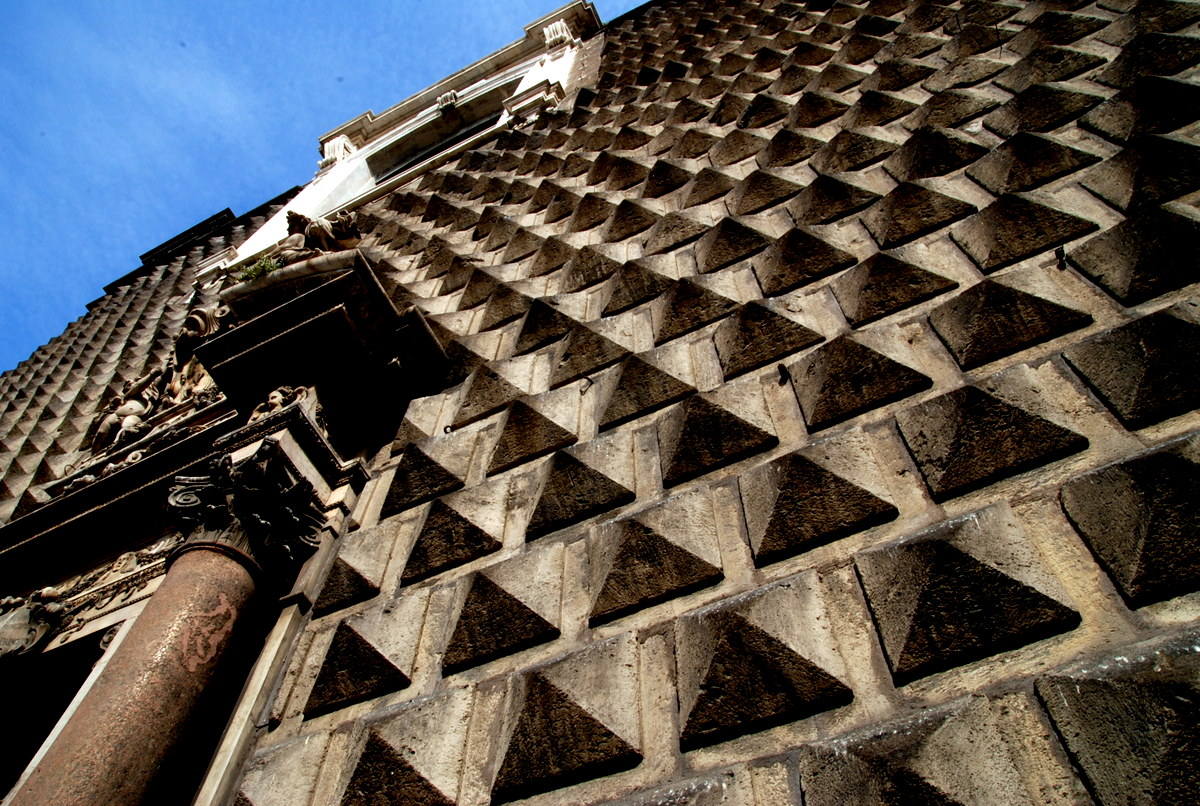
Бриллиантовый руст фасада
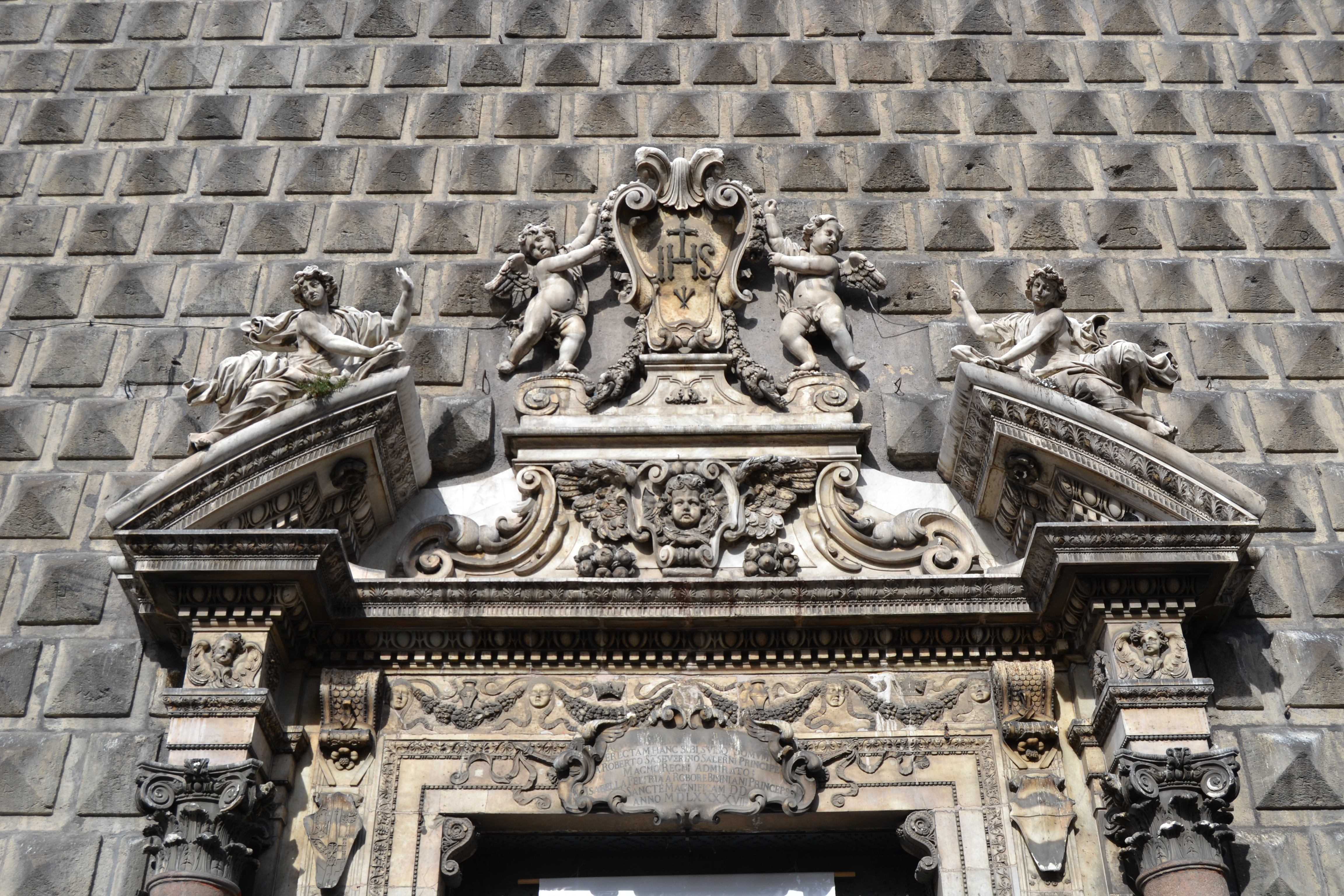
Портал. Деталь
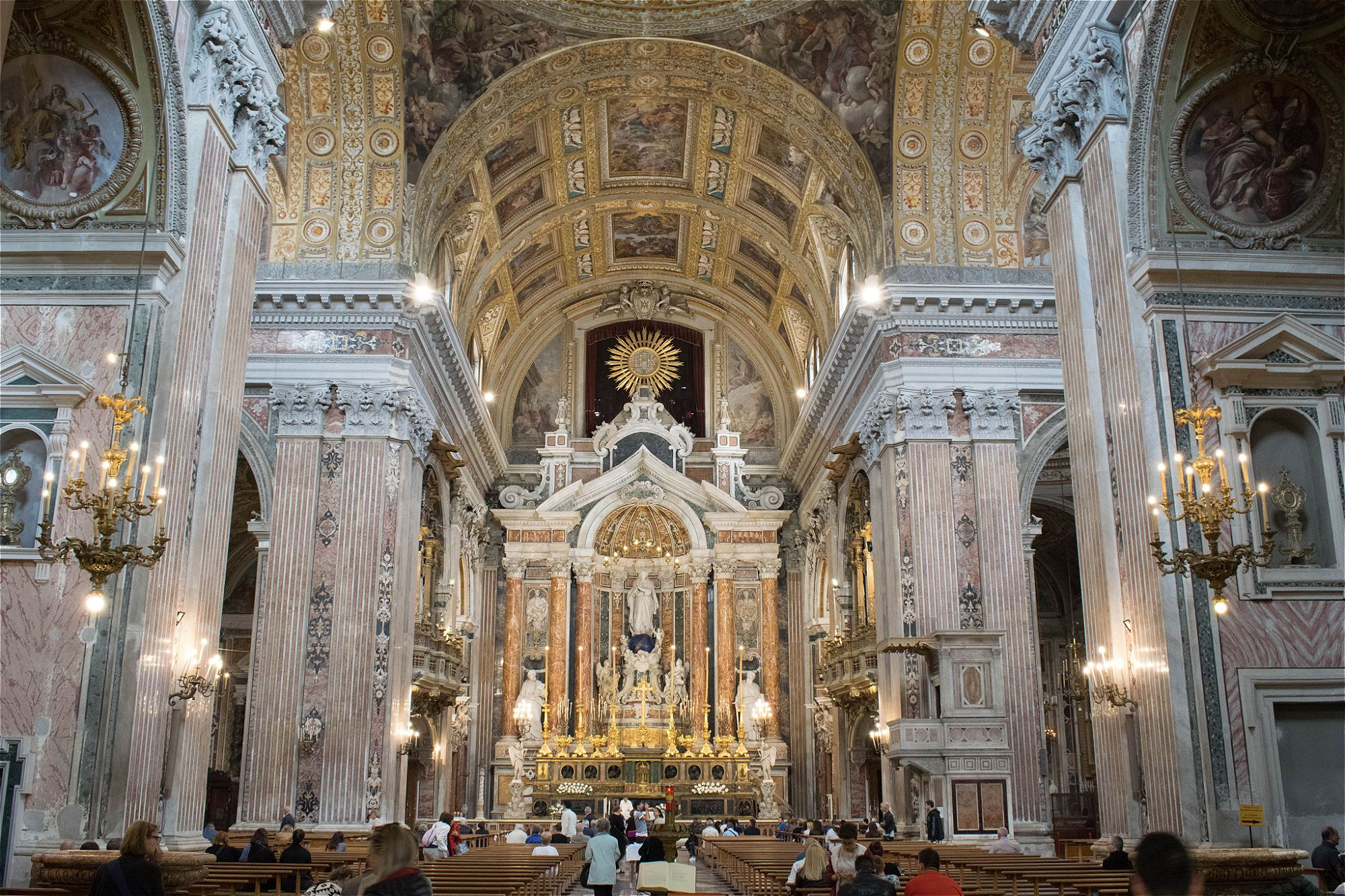
Интерьер церкви

Затем от Роберто Сансеверино I здание перешло к его сыну Антонелло, который из-за конфликтов с Арагонским двором (ставший во главе заговора баронов в 1485 году) в том же году подвергся конфискации своего имущества и поэтому был вынужден бежать из Неаполя. Впоследствии его сын Роберто II получил помилование от короля Испании, и семья смогла вернуться во дворец, где он позже провел знаменитые «академии», которые были для него источником гордости. Гостем дворца был Пьетро Аретино, встречавшийся там с неаполитанскими писателями Сципионе Капече и Антонио Марикондой. Дворец славился красотой своих интерьеров, комнатами с фресками и великолепным садом. Это был важный центр культуры неаполитанского Возрождения.
В 1547 году князья Салерно приняли участие в выступлении против испанского вице-короля Педро Толедского (1484—1553), пожелавшего ввести в Неаполитанском королевстве испанскую инквизицию. Благородное семейство Сансеверино поддержало народное выступление против инквизиции. После поражения восстания у Ферранте Сансеверино были конфискованы его имения (в том числе и этот дворец) и отправлены на распродажу по воле Филиппа II. В 1584 году дворец с садами был продан ордену иезуитов.
В период между 1584 и 1601 годами строители ордена переделали гражданское здание в церковь, а затем основали так называемый «остров иезуитов», представляющий собой комплекс зданий, в которых разместился орден Иисуса: базилика, дворец Конгрегаций (Palazzo delle Congregazioni, 1592) и Официальный Дом отцов-иезуитов (Casa Professa dei Padri Gesuiti, 1608).
Завладев дворцом, иезуиты поручили своим братьям Джузеппе Валериано и Пьетро Проведи реконструировать весь комплекс. Строители вынесли из дворца все атрибуты роскоши, не жалея сохранять ни пышных комнат, ни цветущих садов. Единственные элементы, которые были спасены — уникальный рустованный фасад и ренессансный мраморный портал. Работы финансировались главным покровителем иезуитов Неаполя: Изабеллой Фельтриа Делла Ровере, принцессой Бизиньяно (супруги Никколо Бернардино Сансеверино, последнего представителя сансеверинской ветви принцев Бизиньяно). Имя принцессы вместе с именем Роберто I Сансеверино запечатлено в надписи, заключённой в мраморный картуш на архитраве главного портала.
Освящение церкви состоялось 7 октября 1601 года. Несмотря на то, что она официально имела право на освящение во имя Мадонны Иммакулаты (Девы Марии Непорочного зачатия), покровительницы дона Педро Хирона, в знак признания его посредничества при продаже дворца иезуитам, новая церковь получила название «дель Джезу Нуово» (итал. La Chiesa del Gesù Nuovo — Новая церковь во имя Иисуса), чтобы отличать её от другой, уже существующей, которая стала именоваться «дель Джезу Веккьо» (Старой церковью Иисуса).
В 1767 году — после изгнания иезуитов из Неаполя — церковь перешла к францисканцам, пришедшим сюда из монастырей Святого Креста — Санта-Кроче (Santa Croce) и «Троицы Дворца» (Trinità di Palazzo). Именно последние даровали церкви новое имя во имя «Тринита Маджоре» (Святой Троицы Главной). Францисканцы, однако, оставались здесь недолго.
В 1804 иезуиты были возвращены в королевство, но снова были изгнаны во время французской оккупации (1806—1814). С возвращением Бурбонов, в 1821 году церковь вернулась в ведение Общества Иисуса. Однако в 1848 и 1860 годах иезуиты были снова изгнаны из королевства. Только в 1900 году орден иезуитов смог окончательно вернуться и почувствовать себя уверенно.
Во время Второй мировой войны из-за воздушных бомбардировок англо-американской авиации церковь понесла серьёзный урон.

Главный алтарь
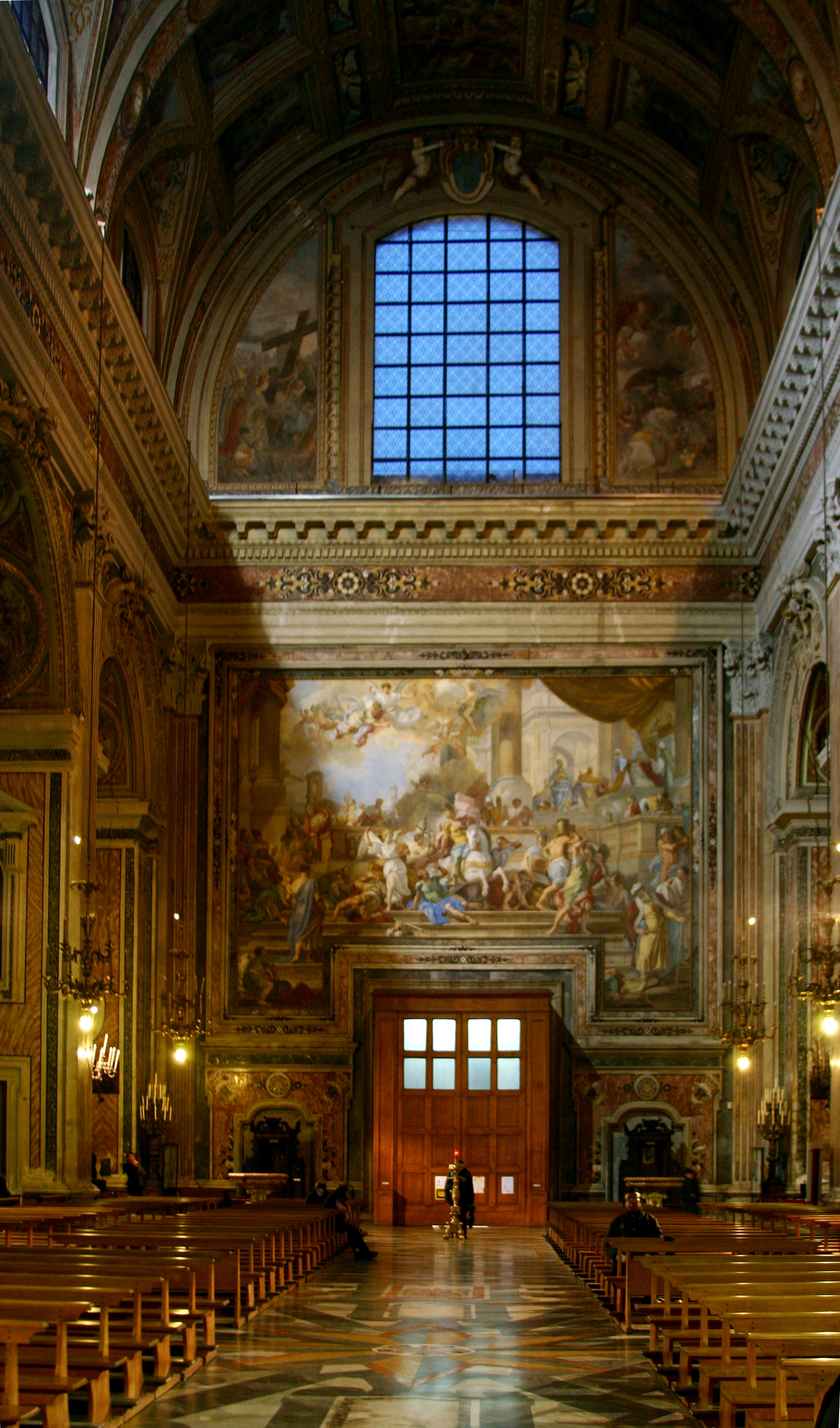
Контрфасад
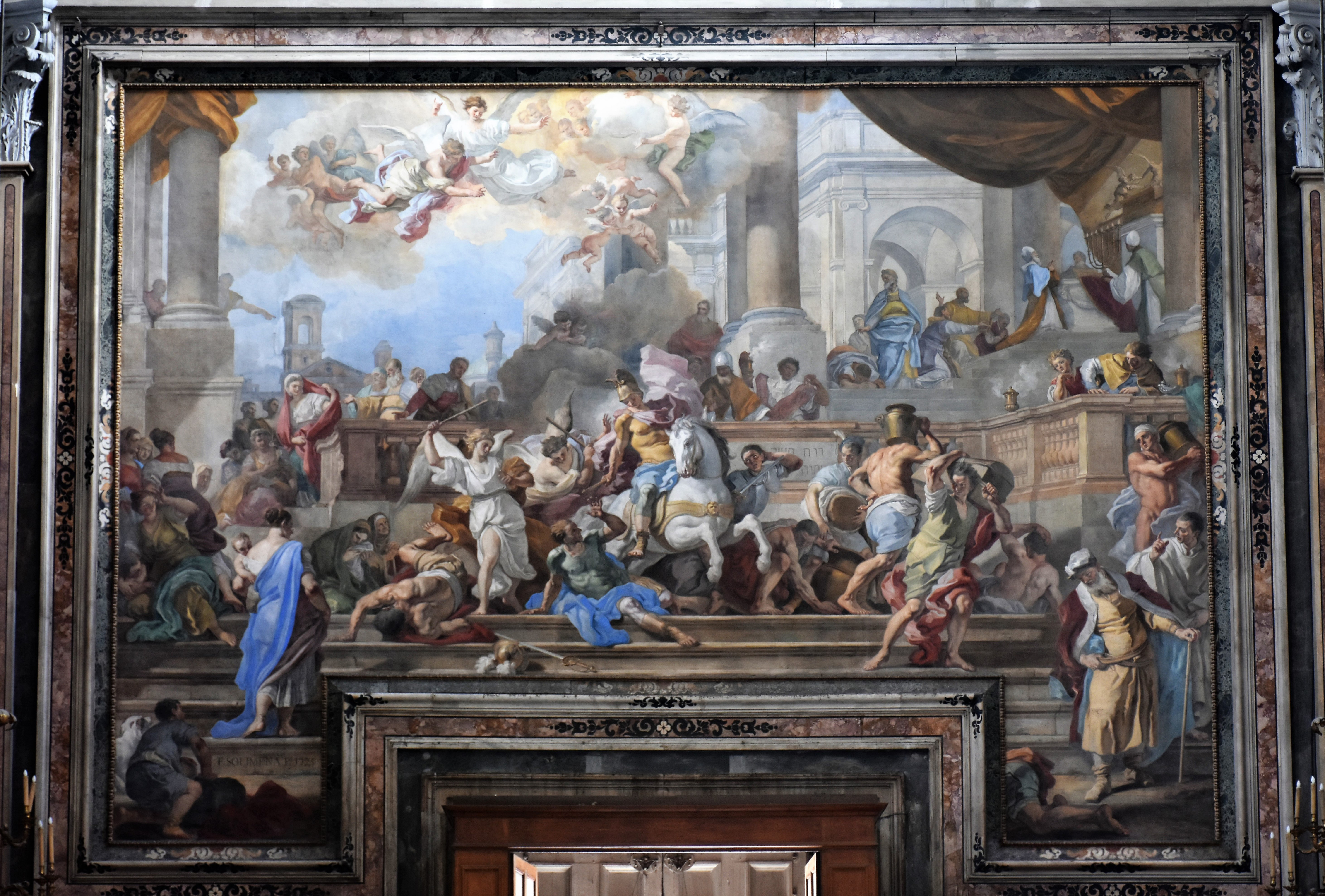
Ф. Солимена. Изгнание Гелиодора из храма. Роспись контрфасада. 1723–1725
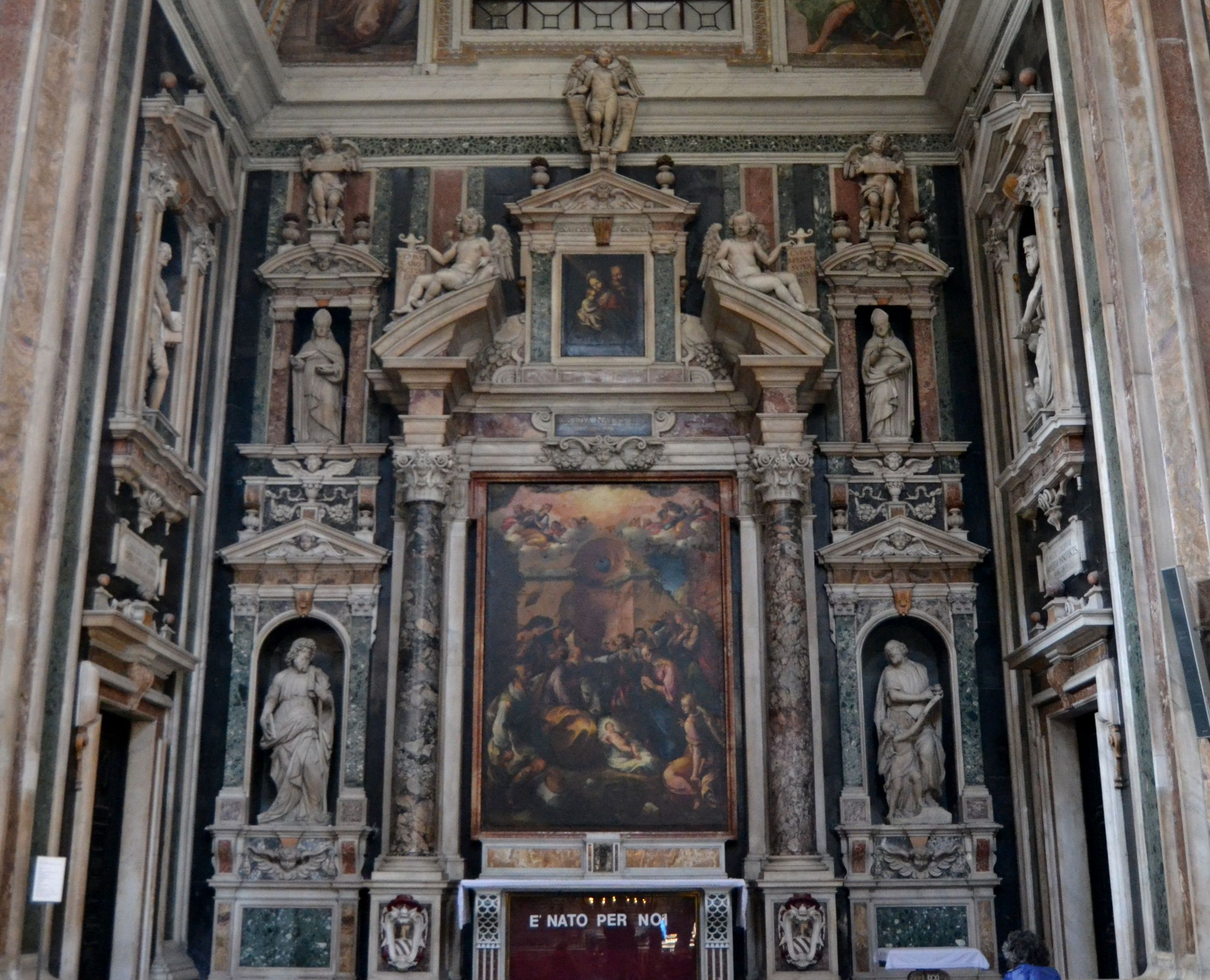
Капелла Рождества
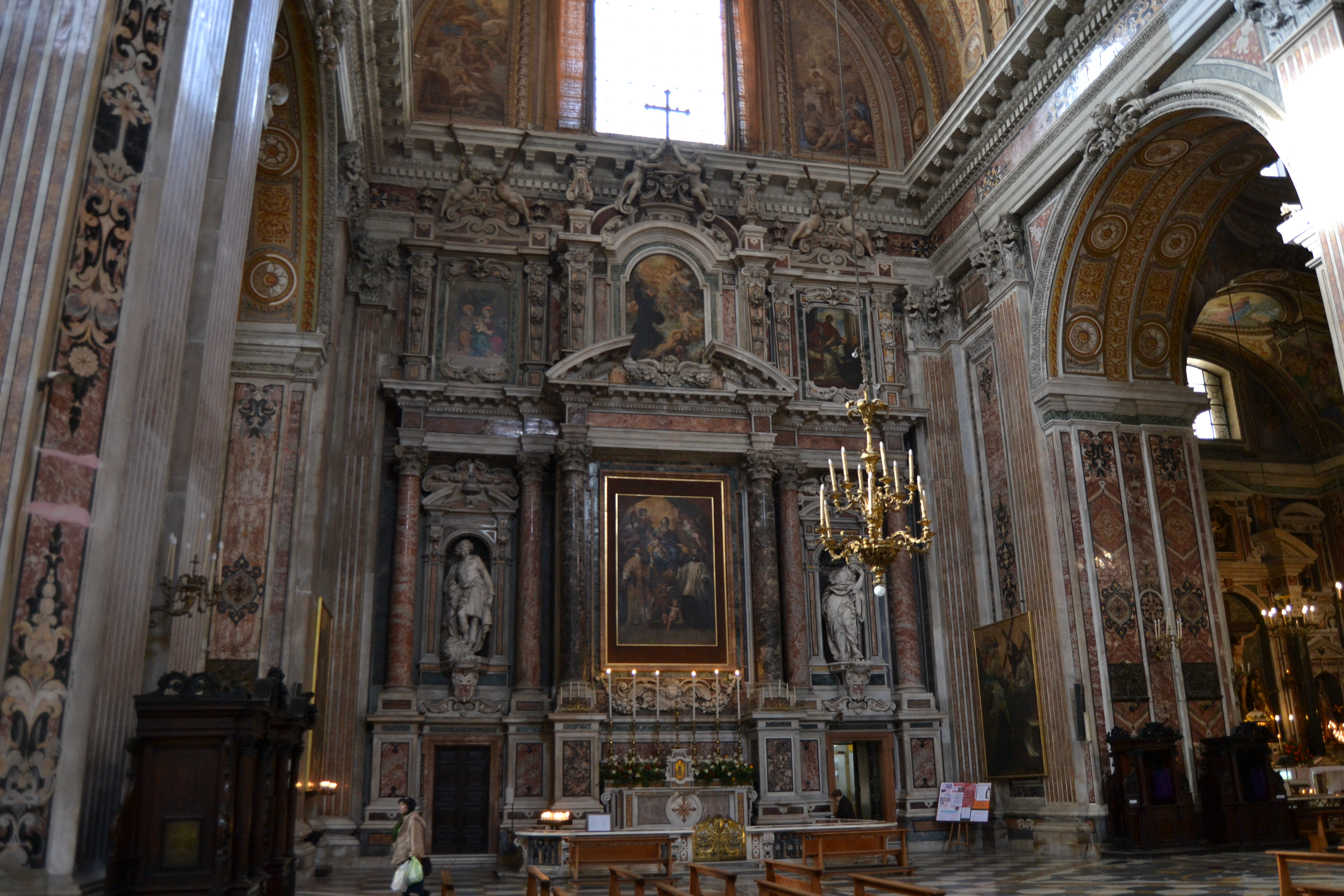
Капелла Св. Игнатия Лойолы. Левый трансепт
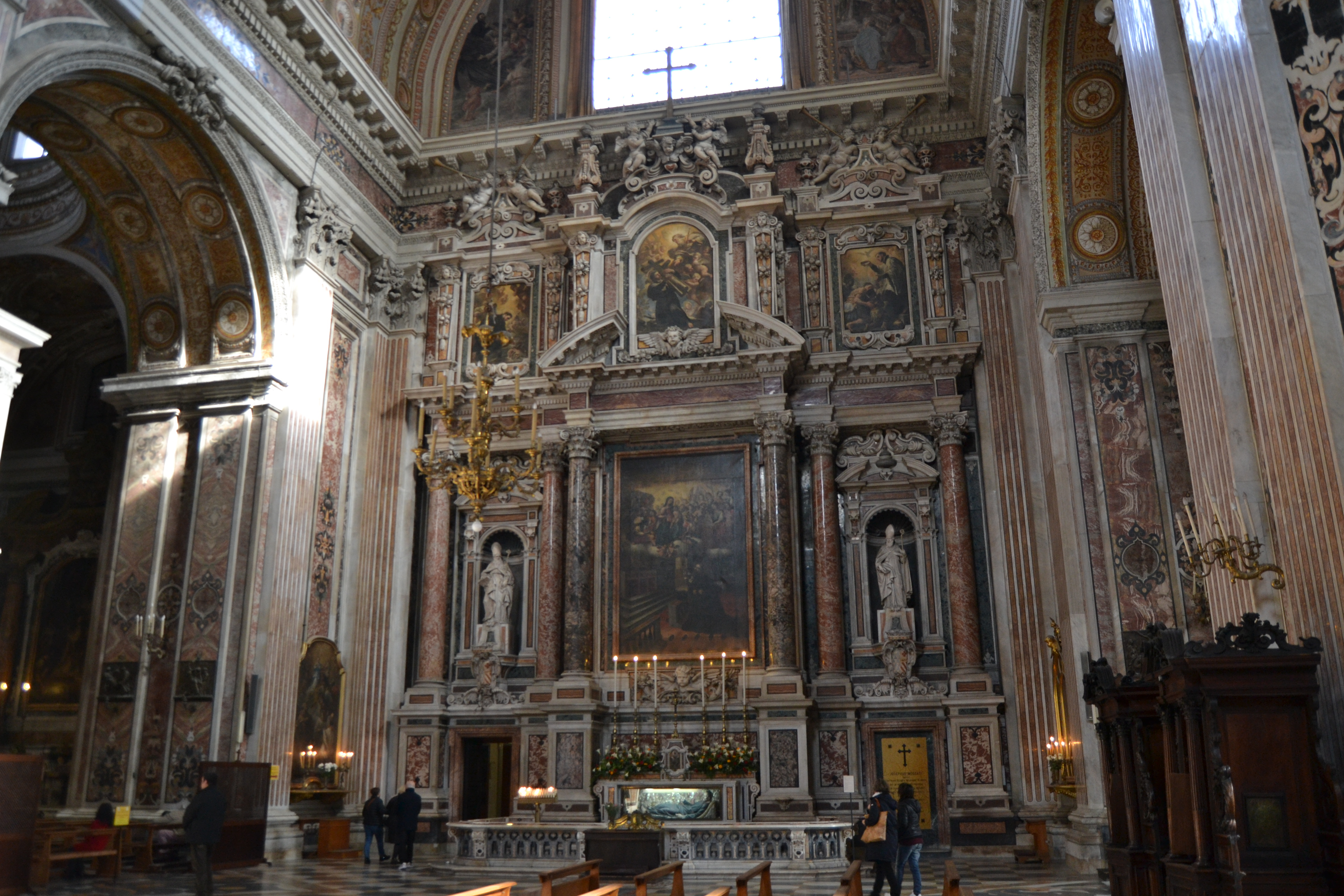
Капелла Св. Франциска Ксаверия. Правый трансепт
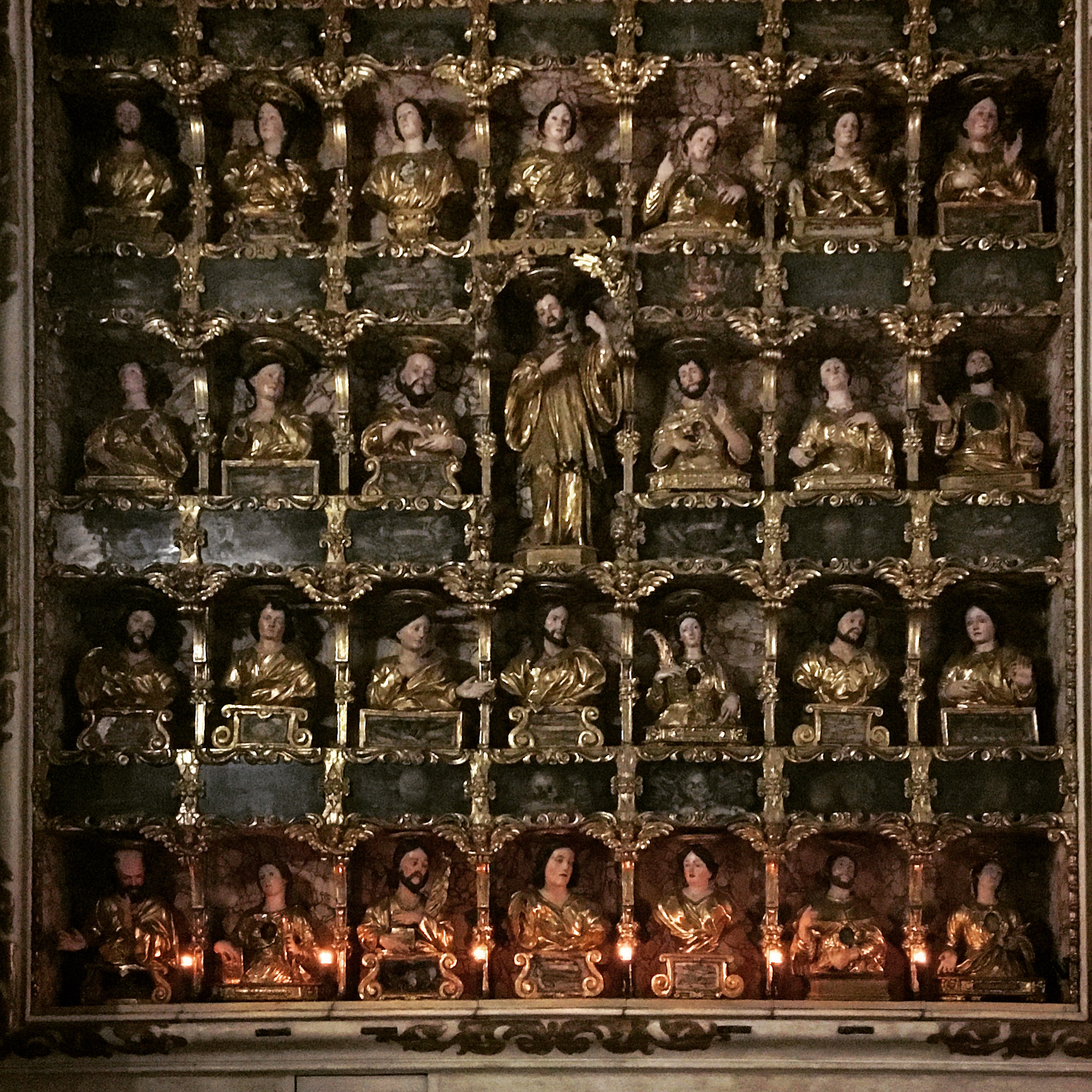
Кустодия реликвий (липсанотека)

## Архитектура
Характерный фасад Палаццо Сансеверино сохранился за новым, как бы наложенным фасадом церкви. Проект фасада, облицованного так называемым «бриллиантовым рустом» — камнями, огранёнными в виде пирамидок из очень твёрдого местного известняка пиперино (в итальянской архитектуре используется название «диаманти»), в данном случае в 1470 году разработал Новелло да Сан-Лукано — один из первых глашатаев ренессансной архитектуры на юге Апеннинского полуострова. Бриллиантовый руст традиционен для итальянской и испанской архитектуры периодов ренессанса и барокко. В Италии его можно увидеть в Венеции, Болонье, Ферраре.
Центральная часть мраморного портала принадлежит старому дворцу Сансеверино и датируется началом XVI века. Однако в 1695 году иезуиты внесли некоторые изменения, добавив барельефы в стиле барокко к кронштейнам, на которых опирается верхний фриз, и к карнизу: расширив раму портала, они прибавили по сторонам портала две коринфские колонны из красного гранита. а вверху «разорванный фронтон», увенчанный гербом Общества Иисуса, с двумя мраморными херувимами, держащими герб, и ангелами, также из мрамора, по одному с каждой стороны фронтона. Ангелы и фронтон были созданы Пьетро и Бартоломео Гетти.

## Тайные знаки фасада
В Неаполе такую технику называют «буньято» (итал. bugnato — «сотовый») или «каталонским стилем». Действительно, аналогичные дворцы можно встретить и в Испании. Но рустованный фасад Джезу-Нуова знаменит на всю Италию не только «алмазными» гранями, но и мистическими знаками на них, которые веками представляли загадку. Легенда сообщает, что в Неаполе проживали «мастера камня» (maestri della pietra), которые могли заряжать туфовый камень положительной энергией, ограждающей от воздействия негативных сил. Таинственные знаки, нанесённые граффити на пирамидах фасада, согласно легенде, имели отношение к этим магическим искусствам или алхимическим знаниям. Эти секретные способы привнесения в камень положительной энергии передавались мастерами своим ученикам только из уст в уста и под присягой. Так доброжелательные силы извне проникали внутрь здания. Странные награвированные знаки, которые и ныне можно распознать на гранях «бриллиантового руста», были устроены так, что они повторялись в определённом ритме, который воспринимался как «ключ» к оккультному прочтению. Однако по некомпетентности или злому умыслу строителей эти отмеченные камни были размещены неправильно, поэтому эффект был прямо противоположным: весь положительный магнетизм передавался изнутри наружу здания, привлекая тем самым к нему всевозможные несчастья. Это считалось причиной того, что на протяжении веков на эту территорию обрушилось так много несчастий: от конфискации имущества Сансеверино до разрушения дворца, от пожара церкви, до неоднократных обрушений купола, изгнаний иезуитов, бомбардировок во время Второй мировой войны.
В 2010 году неаполитанский историк искусства Винченцо де Паскуале и венгерские музыковеды: иезуит Ксар Дорс (Csar Dors) и Лорант Рец (Lòrànt Réz) идентифицировали знаки на гранях руста как арамейские письмена с изображением нот. Знаков всего семь, причём на фасаде церкви их нужно читать только снизу наверх и справа налево. Нотная партитура представляет концерт для щипковых струнных инструментов с плектром, продолжающийся почти три четверти часа. Учёные, расшифровавшие его, дали название «Загадка» («Enigma»). Концерт назывался «Энигма» и был переписан для органа. «Это музыка эпохи Возрождения, которая следует григорианским канонам», — добавлял Де Паскуале. В этой кропотливой работе искусствоведам помогли математические знания Ассунты Амато (Assunta Amato), архитектурные познания Туллио Поджеро (Tullio Pojero) и юридические знания Сильвано Гравина (Silvano Gravina). Однако такая интерпретация была поставлена под сомнение учёным Станислао Сконьямильо (Stanislao Scognamiglio), изучающим герметизм и эзотерическую символику. Учёный предъявил доказательства того, что знаки на рустах не являются символами арамейского алфавита, но могут трактоваться как операционные символы алхимических лабораторий.

## Интерьер церкви
В плане храм имеет греческий крест. Три входа в церковь отражают трехнефное построение пространства. Обширную площадь так же подчёркивает разноцветное мраморное покрытие пола. Слева и справа — по четыре капеллы. По сторонам от алтаря также расположены малые капеллы. Рукава трансепта занимают также сакристия (слева) и капелла святого Римско-католической церкви — доктора Джузеппе Москати.
Церковь считается одним из самых «дорогих» храмов Италии. Богатое барочное убранство было создано в 1639 году по проекту Козимо Фандзаго, когда в церкви — после пожара — проводились реставрационные работы, которые он и возглавил. В 1717 году весь комплекс был укреплён по проекту архитектора Фердинандо Фуги. В 1725 году строительство было официально завершено, хотя ещё долго продолжалась возведение куполов.

## Центр почитания и место погребения святого Джузеппе Москати
Останки неаполитанского врача-бессребреника, канонизированного 25 октября 1987 года, хранятся в «Капелле Посещения», оформленной на деньги Франческо Мерлино в середине XVI века. В алтаре расположено знаменитое «Посещение» (Visitazione), изображающее посещение Девой Марией святой Елизаветы. Работа была начата Массимо Станционе (1585—1656), а закончена Саннино (1659).
Украшение интарсией из полихромного мрамора проводилось в 1650—1659 годы Донато Ваннелли и Антонио Соларио. Работы завершил Козимо Фанзаго. В куполе капеллы — на переднем плане — сохранились фрагменты фресок работы Луки Джордано: на плафоне — «История Ионна Крестителя» и «Святые Пётр и Павел» — по сторонам от оконных проёмов. Скульптуры ангелов в верхних нишах создавал Андреа Фальконе. Путти на фронтонах — Доменико Моизе (1685). Слева от алтарной картины расположена скульптура Святого — доктора Джузеппе Москати работы Сопелса (1990).
Останки Джузеппе Москати хранятся в погребальной урне под алтарём. Рельефы лицевой части гробницы были созданы на медном покрытии в технике чеканки сицилийским мастером Амедео Гаруфи (Garufi, 1977). В данном произведении нашли отражение все основные направления деятельности доктора Джузеппе Москати: слева — он доцент биохимии в Университете Неаполя на лекции перед своими учениками; по центру — Святой освящает Евхаристию; справа — главврач госпиталя Санта-Мария дел Паче (Ospedale degli Incurabili), консультирующий больных и страждущих.